# Campionati del mondo di ciclismo su pista 2022 - Keirin maschile
La gara di keirin maschile ai Campionati del mondo di ciclismo su pista 2022 si è svolta il 13 ottobre 2022. Vi hanno gareggiato in totale 28 atleti da 19 nazioni.

## Podio
| Pos.    | Atleta           | Nazione     |
| ------- | ---------------- | ----------- |
| Oro     | Harrie Lavreysen | Paesi Bassi |
| Argento | Jeffrey Hoogland | Paesi Bassi |
| Bronzo  | Kevin Quintero   | Colombia    |

## Risultati

### Primo turno[3]
I primi due di ogni batteria si qualificano per i quarti di finale, tutti gli altri non qualificati partecipano al ripescaggio.
Batteria 1
| Posizione | Atleta                       | Nazione     | Tempo/Gap | Note |
| --------- | ---------------------------- | ----------- | --------- | ---- |
| 1         | Harrie Lavreysen             | Paesi Bassi | 10.058    | Q    |
| 2         | Muhammad Shah Firdaus Sahrom | Malaysia    | +0.032    | Q    |
| 3         | Svajūnas Jonauskas           | Lituania    | +0.096    |      |
| 4         | Rayan Helal                  | Francia     | +0.223    |      |
| 5         | Alejandro Martínez Chorro    | Spagna      | +2.894    |      |

Batteria 2
| Posizione | Atleta           | Nazione   | Tempo/Gap | Note |
| --------- | ---------------- | --------- | --------- | ---- |
| 1         | Stefan Bötticher | Germania  | 10.035    | Q    |
| 2         | Kohei Terasaki   | Giappone  | +0.063    | Q    |
| 3         | Sébastien Vigier | Francia   | +0.071    |      |
| 4         | Santiago Ramírez | Colombia  | +0.140    |      |
| 5         | Tomáš Bábek      | Rep. Ceca | +0.361    |      |

Batteria 3
| Posizione | Atleta             | Nazione           | Tempo/Gap | Note |
| --------- | ------------------ | ----------------- | --------- | ---- |
| 1         | Kevin Quintero     | Colombia          | 10.002    | Q    |
| 2         | Matthew Richardson | Australia         | +0.023    | Q    |
| 3         | Kwesi Browne       | Trinidad e Tobago | +0.392    |      |
| 4         | Zhou Yu            | Cina              | +0.664    |      |
| 5         | Melvin Landerneau  | Francia           | +1.247    |      |
| 6         | Marc Jurczyk       | Germania          | +1.485    |      |

Batteria 4
| Posizione | Atleta            | Nazione     | Tempo/Gap | Note |
| --------- | ----------------- | ----------- | --------- | ---- |
| 1         | Matthew Glaetzer  | Australia   | 10.203    | Q    |
| 2         | Kento Yamasaki    | Giappone    | +0.070    | Q    |
| 3         | Jair Tjon En Fa   | Suriname    | +0.099    |      |
| 4         | Sergey Ponomaryov | Kazakistan  | +0.367    |      |
| 5         | Esow Alben        | India       | +0.367    |      |
| -         | Tijmen van Loon   | Paesi Bassi | DNF       | DNF  |

Batteria 5
| Posizione | Atleta            | Nazione     | Tempo/Gap | Note |
| --------- | ----------------- | ----------- | --------- | ---- |
| 1         | Jack Carlin       | Regno Unito | 10.137    | Q    |
| 2         | Jeffrey Hoogland  | Paesi Bassi | +0.015    | Q    |
| 3         | Thomas Cornish    | Australia   | +0.048    |      |
| 4         | Jai Angsuthasawit | Thailandia  | +0.120    |      |
| 5         | James Hedgcock    | Canada      | +0.200    |      |
| 6         | Jean Spies        | Sudafrica   | +1.488    |      |

### Ripescaggi[4]
I primi due di ogni batteria accedono ai quarti di finale.
Batteria 1
| Posizione | Atleta             | Nazione    | Tempo/Gap | Note |
| --------- | ------------------ | ---------- | --------- | ---- |
| 1         | Jai Angsuthasawit  | Thailandia | 10.173    | Q    |
| 2         | Sergey Ponomaryov  | Kazakistan | +0.069    | Q    |
| 3         | Marc Jurczyk       | Germania   | +0.147    |      |
| 4         | Svajūnas Jonauskas | Lituania   | +0.285    |      |

Batteria 2
| Posizione | Atleta           | Nazione     | Tempo/Gap | Note |
| --------- | ---------------- | ----------- | --------- | ---- |
| 1         | Sébastien Vigier | Francia     | 9.836     | Q    |
| 2         | Rayan Helal      | Francia     | +0.184    | Q    |
| 3         | James Hedgcock   | Canada      | +1.153    |      |
| 4         | Zhou Yu          | Cina        | +1.382    |      |
| 5         | Tijmen van Loon  | Paesi Bassi | +1.836    |      |

Batteria 3
| Posizione | Atleta                    | Nazione           | Tempo/Gap | Note |
| --------- | ------------------------- | ----------------- | --------- | ---- |
| 1         | Santiago Ramírez          | Colombia          | 10.094    | Q    |
| 2         | Esow Alben                | India             | +0.081    | Q    |
| 3         | Kwesi Browne              | Trinidad e Tobago | +0.164    |      |
| 4         | Alejandro Martínez Chorro | Spagna            | +0.203    |      |
| 5         | Jean Spies                | Sudafrica         | +0.292    |      |

Batteria 4
| Posizione | Atleta            | Nazione   | Tempo/Gap | Note |
| --------- | ----------------- | --------- | --------- | ---- |
| 1         | Melvin Landerneau | Francia   | 9.972     | Q    |
| 2         | Jair Tjon En Fa   | Suriname  | +0.059    | Q    |
| 3         | Thomas Cornish    | Australia | +0.195    |      |
| 4         | Tomáš Bábek       | Rep. Ceca | +0.350    |      |

### Quarti di finale[5]
I primi 4 di ogni batteria accedono alle semifinali.
Quarto di finale 1
| Posizione | Atleta           | Nazione     | Tempo/Gap | Note |
| --------- | ---------------- | ----------- | --------- | ---- |
| 1         | Harrie Lavreysen | Paesi Bassi | 9.836     | Q    |
| 2         | Kohei Terasaki   | Giappone    | +0.035    | Q    |
| 3         | Matthew Glaetzer | Australia   | +0.100    | Q    |
| 4         | Sébastien Vigier | Francia     | +0.169    | Q    |
| 5         | Jair Tjon En Fa  | Suriname    | +0.256    |      |
| 6         | Santiago Ramírez | Colombia    | +0.403    |      |

Quarto di finale 2
| Posizione | Atleta             | Nazione     | Tempo/Gap | Note |
| --------- | ------------------ | ----------- | --------- | ---- |
| 1         | Matthew Richardson | Australia   | 9.967     | Q    |
| 2         | Melvin Landerneau  | Francia     | +0.026    | Q    |
| 3         | Esow Alben         | India       | +0.097    | Q    |
| 4         | Jack Carlin        | Regno Unito | +0.109    | Q    |
| 5         | Stefan Bötticher   | Germania    | +0.129    |      |
| 6         | Jai Angsuthasawit  | Thailandia  | +0.141    |      |

Quarto di finale 3
| Posizione | Atleta                       | Nazione     | Tempo/Gap | Note |
| --------- | ---------------------------- | ----------- | --------- | ---- |
| 1         | Kevin Quintero               | Colombia    | 9.747     | Q    |
| 2         | Jeffrey Hoogland             | Paesi Bassi | +0.013    | Q    |
| 3         | Muhammad Shah Firdaus Sahrom | Malaysia    | +0.093    | Q    |
| 4         | Sergey Ponomaryov            | Kazakistan  | +0.210    | Q    |
| 5         | Kento Yamasaki               | Giappone    | +0.294    |      |
| 6         | Rayan Helal                  | Francia     | +0.324    |      |

### Semifinali[6]
I primi 3 di ogni batteria accedono alla finale, tutti gli altri partecipano alla finale per il settimo posto ("small final")
Semifinale 1
| Posizione | Atleta                       | Nazione     | Tempo/Gap | Note |
| --------- | ---------------------------- | ----------- | --------- | ---- |
| 1         | Melvin Landerneau            | Francia     | 10.055    | QA   |
| 2         | Harrie Lavreysen             | Paesi Bassi | +0.021    | QA   |
| 3         | Kohei Terasaki               | Giappone    | +0.061    | QA   |
| 4         | Esow Alben                   | India       | +0.066    | QB   |
| 5         | Sergey Ponomaryov            | Kazakistan  | +0.088    | QB   |
| 6         | Muhammad Shah Firdaus Sahrom | Malaysia    | +0.101    | QB   |

Semifinale 2
| Posizione | Atleta             | Nazione     | Tempo/Gap | Note |
| --------- | ------------------ | ----------- | --------- | ---- |
| 1         | Kevin Quintero     | Colombia    | 10.032    | QA   |
| 2         | Jeffrey Hoogland   | Paesi Bassi | +0.039    | QA   |
| 3         | Sébastien Vigier   | Francia     | +0.095    | QA   |
| 4         | Matthew Richardson | Australia   | +0.095    | QB   |
| 5         | Matthew Glaetzer   | Australia   | +0.115    | QB   |
| 6         | Jack Carlin        | Regno Unito | +0.667    | QB   |

### Finali[7]
Finale per l'oro
| Posizione | Atleta            | Nazione     | Tempo/Gap | Note |
| --------- | ----------------- | ----------- | --------- | ---- |
| 1         | Harrie Lavreysen  | Paesi Bassi | 9.751     |      |
| 2         | Jeffrey Hoogland  | Paesi Bassi | +0.025    |      |
| 3         | Kevin Quintero    | Colombia    | +0.087    |      |
| 4         | Sébastien Vigier  | Francia     | +0.142    |      |
| 5         | Melvin Landerneau | Francia     | +0.203    |      |
| 6         | Kohei Terasaki    | Giappone    | +0.366    |      |

Finale per il settimo posto
| Posizione | Atleta                       | Nazione     | Tempo/Gap | Note |
| --------- | ---------------------------- | ----------- | --------- | ---- |
| 7         | Matthew Glaetzer             | Australia   | 10.000    |      |
| 8         | Matthew Richardson           | Australia   | +0.110    |      |
| 9         | Jack Carlin                  | Regno Unito | +0.229    |      |
| 10        | Muhammad Shah Firdaus Sahrom | Malaysia    | +0.307    |      |
| 11        | Sergey Ponomaryov            | Kazakistan  | +1.333    |      |
| 12        | Esow Alben                   | India       | +2.142    |      |